# Релаксационе технике
Релаксационе технике или технике опуштања код стреса  једна је од метода у психијатрији која има за циљ релаксацију код хронични стреса, у коме је нека особа изложена ризику од здравствених проблема попут високог крвног притиска, болова у стомаку, главобоље, анксиозности и депресије. Коришћење техника опуштања може помоћи да се третирана особа осећа мирно. Такође ова техника мође помоћи у управљању стресом и ублажавању последице стреса на тело.

## Како опуштање помаже
Када се осетите стрес, наше тело реагује ослобађањем хормона који повећавају крвни притисак и убрзавају рад срца. То се назива одговор на стрес.
У таквим стањима технике опуштања могу помоћи телу да се опусти и смањи крвни притисак и број откуцаја срца. То се назива одговор опуштања. 

## Вежбе за опуштање
Постоји неколико вежби које сваки појединац изложен стресу можете испробати, у зависности од тога која му најбоље одговара.

### Дубоко дисање
Вежбање технике дубоког дисања један је од најједноставнијих начина опуштања, јер се вежбе дубоког дисања могу изводити готово било где. Неке од техника дубоког дисања су:
- Седите мирно или лезите и ставите једну руку на стомак. Стави другу руку на своје срце.

Удахните полако док не осетите да вам се стомак подиже.
- Задржите дах на тренутак.
- Полако издахните, осећајући како вам стомак пада.

Постоје и многе друге врсте техника дисања које се могу лако научити. У многим случајевима вежбачу није потребно много упутстава да би ову технику сам  извео.

### Медитација
Медитација укључује усредсређивање ваше пажње како бисте се осећали опуштеније. Вежбање медитације може вам помоћи да мирније реагујете на своје емоције и мисли, укључујући и оне које изазивају стрес. Медитација се практикује хиљадама година и постоји неколико различитих стилова.
Већина врста медитације обично укључује:
- Фокусирану пажњу - у којој се треба фокусирати на свој дах, предмет или скуп речи.
- Вежбе у тишини - када се већи део медитација ради у мирном подручју како би се ограничиле околне сметње.
- Положај тела - иако већина људи мисли да се медитација ради седећи, она се може радити и лежећи, ходајући или стојећи.
- Отворени став - значи да остајете отворени за мисли које вам падну на памет током медитације. Уместо да осуђујете ове мисли, пуштате их да вам врате пажњу у фокус.
- Опуштено дисање - током медитације треба дисати полако и мирно. Овај начинм дисања помаже да се особа под стресом опусти.

### Биофидбек
Биофидбек нас учи како да контролишемо неке телесне функције, попут откуцаја срца или одређених мишића.
У типичној сесији, терапеут са биофидбеком повезује сензоре постављене на различитим деловим тела. Ови сензори мере температуру коже, мождане таласе, дисање и мишићну активност, а добијене вредности се очитавају на монитору. Затим испитаник вежба мењањем мисли, понашања или емоција како би се лакше контролисали реакције његовог тела. Временом испитаник може научити да ове реакције мења без коришћења монитора.

### Прогрессивна реалаксација
Ово је још једна једноставна техника коју можете радити готово било где. Почевши од прстију и стопала, усредсредите се на затезање мишића на неколико тренутака, а затим их отпустите. Наставите са овим процесом, напредујући уз тело, фокусирајући се на једну групу мишића одједном.

### Јога
Јога је древна пракса укорењена у индијској филозофији. Вежбање јоге комбинује положаје или покрете са фокусираним дисањем и медитацијом. Положаји имају за циљ повећање снаге и флексибилности. Позе се крећу од једноставних поза током лежања на поду до сложенијих поза које могу захтевати  праксу. Већину положаја јоге можете изменити на основу сопствених способности.
Постоји много различитих стилова јоге који се крећу од споре до снажне. Ако размишљате о примени јоге, потражите учитеља који ће вам помоћи да безбедно вежбате. Обавезно обавестите свог учитеља о било каквим повредама.

### Таи чи
Таи чи се први пут вежбао у древној Кини ради самоодбране. Данас се користи углавном за побољшање здравља. То је лагана вежба са малим утицајем која је сигурна за људе свих узраста.
Постоји много стилова Таи чиа, али сви укључују исте основне принципе:
- Лагани, опуштене покрете - који су спори, иако се ваше тело увек креће.
- Пажљиви положаји - или одређене положаје док се помера тело.
- Концентрација - која треба да охрабри вежбача да остави по страни мисли које му одвлаче пажњу док вежба.
- Фокусирано дисање - које би требало да буде опуштено и дубоко.

За многе људе Таи чи  је најлакши начин да науче правилне покрете. Такође у примени ове методе могу помоћи књиге и видео записе о Таи чију.